# Acentroscelus
Acentroscelus es un género de arañas cangrejo de la familia Thomisidae.

## Especies
- Acentroscelus albipes Simon, 1886
- Acentroscelus gallinii Mello-Leitão, 1943
- Acentroscelus granulosus Mello-Leitão, 1929
- Acentroscelus guianensis (Taczanowski, 1872)
- Acentroscelus muricatus Mello-Leitão, 1947
- Acentroscelus nigrianus Mello-Leitão, 1929
- Acentroscelus peruvianus (Keyserling, 1880)
- Acentroscelus ramboi Mello-Leitão, 1943
- Acentroscelus secundus Mello-Leitão, 1929
- Acentroscelus singularis (Mello-Leitão, 1940)
- Acentroscelus versicolor Soares, 1942